# 友金信雄
友金 信雄（ともがね のぶお、1922年〈大正11年〉4月19日 - 2005年〈平成17年〉7月13日）は、日本の政治家。兵庫県宝塚市長。

## 来歴
兵庫県に生まれる。1943年（昭和18年）横浜専門学校（現神奈川大学）を卒業。1955年（昭和30年）宝塚市議会議員、1967年（昭和42年）兵庫県議会議員にそれぞれ当選。
1970年（昭和45年）12月23日、宝塚市長の北俊三が任期中に死去。1971年（昭和46年）2月7日に行われた宝塚市長選挙に立候補し初当選した。1991年（平成3年）まで5期在任。同年の市長選で落選して引退した。
2005年に83歳で死去した。

## 著書
- 『あいしてあいして宝塚』ゆう企画、1993年4月。 NCID BA61594638。OCLC 674222548。全国書誌番号:93061095。